# 14. јун
14. јун (14.6.) је 165. дан године по грегоријанском календару (166. у преступној години). До краја године има још 200 дана.

## Догађаји
- 1645 — У грађанском рату у Енглеској снаге парламентариста под вођством Оливера Кромвела и Томаса Ферфакса поразиле су код Нејзбија ројалисте под вођством принца Руперта од Палатината.
- 1667 — Окончана је битка на Медвеју у којој је низоземска флота нанела Краљевској морнарици најтежи пораз у њеној историји.
- 1775 — Континентални конгрес је основао Континенталну војску, што и Армија САД узима као датум свог оснивања.
- 1777 — Континентални конгрес је прихватио заставу „звезда и пруга“ као званично државно знамење.
- 1789 — Енглески капетан Вилијам Блај, са 18 присталица, после драматичног путовања и више од 3.500 чамцем пређених миља, стигао на острво Тимор близу Јаве.
- 1800 — Наполеон Бонапарта поразио аустријске трупе у пресудној бици код Маренга у Италији.
- 1848 — Англофони насељеници у Сономи су почели побуну против Мексика и прогласили Републику Калифорнију.
- 1900 — Хаваји су постали територија САД.
- 1940 — Немци су током битке за Француску заузели Париз.
- 1941 — Председник САД Френклин Делано Рузвелт наредио замрзавање имовине Немачке и Италије у Америци.
- 1954 — Амерички председник Двајт Ајзенхауер је потписао закон којим су речи под Богом додати у заклетву застави САД.
- 1962 — У Паризу основана Европска организација за истраживање свемира.
- 1966 — Конгрегација за наук вјере је укинула Индекс забрањених књига.
- 1985 — Белгија, Француска, Западна Немачка, Луксембург и Холандија су потписале Шенгенски споразум са циљем укидања систематских пограничних контрола.
- 1990 — У Букурешту је 10.000 рудара, уз подршку власти како је тврдила опозиција, растурило шаторско насеље студената који су демонстрирали против власти у центру града и демолирало редакције појединих листова и седишта опозиционих странака.
- 1992 — У Београду први пут после 45 година одржана литија за празник Духова на којој је учествовало око 10.000 људи предвођених патријархом српским Павлом; у организацији Грађанског савеза Србије неколико хиљада Београђана учествовало је на манифестацији „Последње звоно“ са поруком режиму Слободана Милошевића да је његово време истекло.
- 1992 Почетак Операције Коридор 92
- 1993 — Тансу Чилер је постала прва жена премијер у историји Турске.
- 1995 — Чеченски побуњеници извршили напад на град Буђоновск на југу Русије, узели 1.500 таоца и заузели владине зграде. У нападу је погинуло око 100 људи, а таоци су враћени након преговора са руским премијером Виктором Черномирдином.
- 2000 — Италијанске власти испоручиле су Турској Мехмеда Али Агџу након што га је председник Италије помиловао. Агџа је због покушаја атентата 1981. на папу Јована Павла II, провео 19 година у италијанском затвору.
- 2001 — Влада СР Југославије усвојила нацрт закона о сарадњи с Међународним судом за ратне злочине у Хагу. Након неуспешних преговора с коалиционим партнером Социјалистичком народном партијом Црне Горе, нацрт закона повучен је из процедуре Савезне скупштине 21. јуна.
- 2003 — На референдуму у Чешкој, 81% грађана гласало за приступање ЕУ.

## Рођења
- 1798 — Франтишек Палацки, чешки историчар и политичар. (прем. 1876)[1]
- 1811 — Херијет Бичер Стоу, америчка аболиционисткиња и књижевница. (прем. 1896)[2]
- 1879 — Артур Дафи, амерички атлетичар. (прем. 1955)[3]
- 1894 — Љубица Јанковић, српска етномузиколошкиња. (прем. 1974)
- 1916 — Дороти Макгвајер, америчка глумица. (прем. 2001)[4]
- 1924 — Владимир Солоухин, руски писац и песник. (прем. 1997)
- 1928 — Че Гевара, аргентински марксистички револуционар, лекар, писац, герилски вођа, дипломата и војни теоретичар. (прем. 1967)[5]
- 1930 — Бора Костић, српски фудбалер. (прем. 2011)[6]
- 1930 — Предраг Палавестра, српски књижевник, историчар књижевности и академик. (прем. 2014)[7]
- 1946 — Доналд Трамп, амерички предузетник и политичар, 45. председник САД.[8]
- 1947 — Љубиша Павковић, српски хармоникаш.[9]
- 1954 — Ђана Нанини, италијанска музичарка.[10]
- 1954 — Вил Патон, амерички глумац.[11]
- 1956 — Кинг Дајмонд, дански музичар, најпознатији као фронтмен група Mercyful Fate и King Diamond.
- 1961 — Бој Џорџ, енглески музичар, ди-џеј и модни дизајнер.[12]
- 1961 — Душан Којић Која, српски музичар.
- 1963 — Рамбо Амадеус, српско-црногорски музичар.[13]
- 1963 — Риалда Кадрић, српска глумица. (прем. 2021)[14]
- 1963 — Миломир Миљанић, српски певач и гуслар.
- 1966 — Индира Радић, српска певачица.
- 1968 — Јасмин Блит, америчка глумица.[15]
- 1969 — Штефи Граф, немачка тенисерка.[16]
- 1973 — Светлана Ражнатовић, српска певачица.
- 1974 — Саша Дончић, словеначки кошаркаш и кошаркашки тренер.[17]
- 1976 — Масимо Одо, италијански фудбалер и фудбалски тренер.[18]
- 1978 — Никола Вујчић, хрватски кошаркаш.[19]
- 1983 — Луј Гарел, француски глумац, редитељ и сценариста.[20]
- 1988 — Кевин Макхејл, амерички глумац, певач и плесач.[21]
- 1988 — Лука Штајгер, немачки кошаркаш.[22]
- 1989 — Луси Хејл, америчка глумица и певачица.[23]
- 1989 — Кори Хигинс, амерички кошаркаш.[24]
- 1991 — Костас Манолас, грчки фудбалер.[25]
- 1999 — Ким Мин-Сок, јужнокорејски брзи клизач.[26]
- 2001 — Марио Накић, српско-хрватски кошаркаш.[27]

## Смрти
- 1837 — Ђакомо Леопарди, италијански писац. (рођ. 1798).[28]
- 1904 — Јован Јовановић Змај, српски писац и лекар. (рођ. 1833).[29]
- 1928 — Емелин Панкхерст, британска суфражеткиња. (рођ. 1858).[30]
- 1936 — Максим Горки, руски писац. (рођ. 1868).[31]
- 1936 — Фриц Вит, један од истакнутијих команданата Вафен-СС-а. Био је први командант 12. СС дивизије Хитлерјугенд.
- 1946 — Џон Берд, шкотски инжењер. (рођ. 1888).[32]
- 1968 — Салваторе Квазимодо, италијански песник. (рођ. 1901).[33]
- 1979 — Благоје Јастребић магистар српског језика и књижевности, књижевник, есејиста. (рођ. 1941)[34]
- 1986 — Хорхе Луис Борхес, аргентински писац. (рођ. 1899).[35]
- 2018 — Душан Анђић, српски сценариста, књижевник и редитељ (рођ. 1943).[36]

## Празници и дани сећања
- Међународни празници
  - Светски дан добровољног давања крви
- Дан европског Амазона
- Српска православна црква слави:
  - Преподобни Јустин Ћелијски
  - Светог мученика Јустина Филозофа
  - Свете мученике Јустина, Харитона, Харита, Евелписта, Јеракса, Пеона, Валеријана и Јуста
  - Преподобног Агапита Печерског